# Jakob Jud
Jakob Jud, född 12 januari 1882, död 15 juni 1952, var en schweizisk romanist.
Jakob Jud blev extra ordinarie professor i Zürich 1922 och ordinarie professor där 1926. Han utgav tillsammans med Karl Jaberg framstående verk inom romansk språkgeografi, främst en dialektalatlas över Italien och södra Schweiz. Tillsammans med Arnald Steiger utgav han serien Romanica Helvetica från 1935 och tidskriften Vox Romanica från 1936. År 1942 erhöll Jud festskriften Sache und Wort.